# Vârful Sântămaria, Munții Retezat
Sântămăria este un vârf muntos situat în munții Retezat, și are o altitudine de 2400 m. Accesul pe vârf se poate face dinspre șaua Judele fiind plasat pe culmea Slăveiu dar înafara treseelor turistice marcate.

## Galerie foto

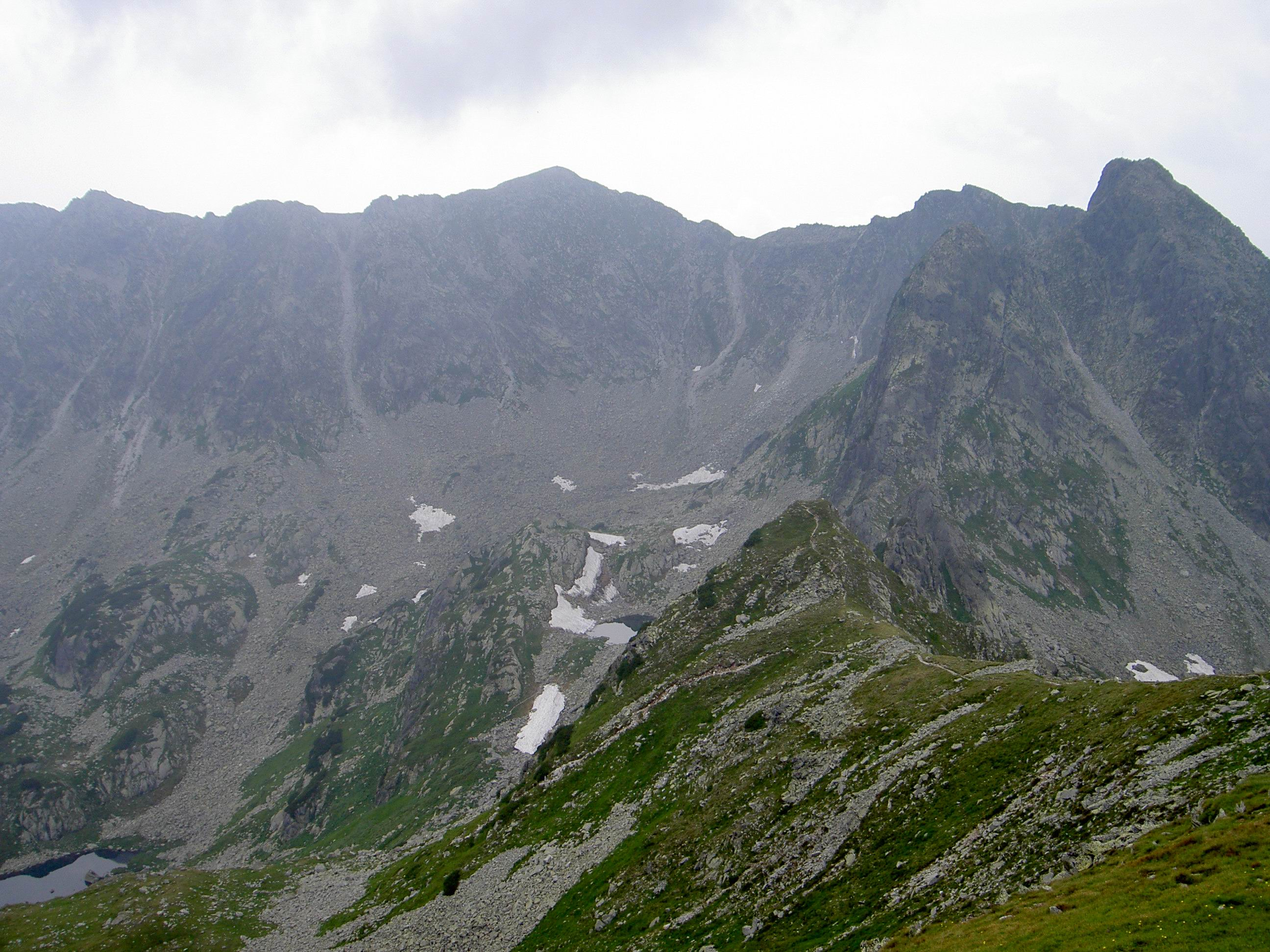
Vârful Sântămăria din Poarta Bucurei
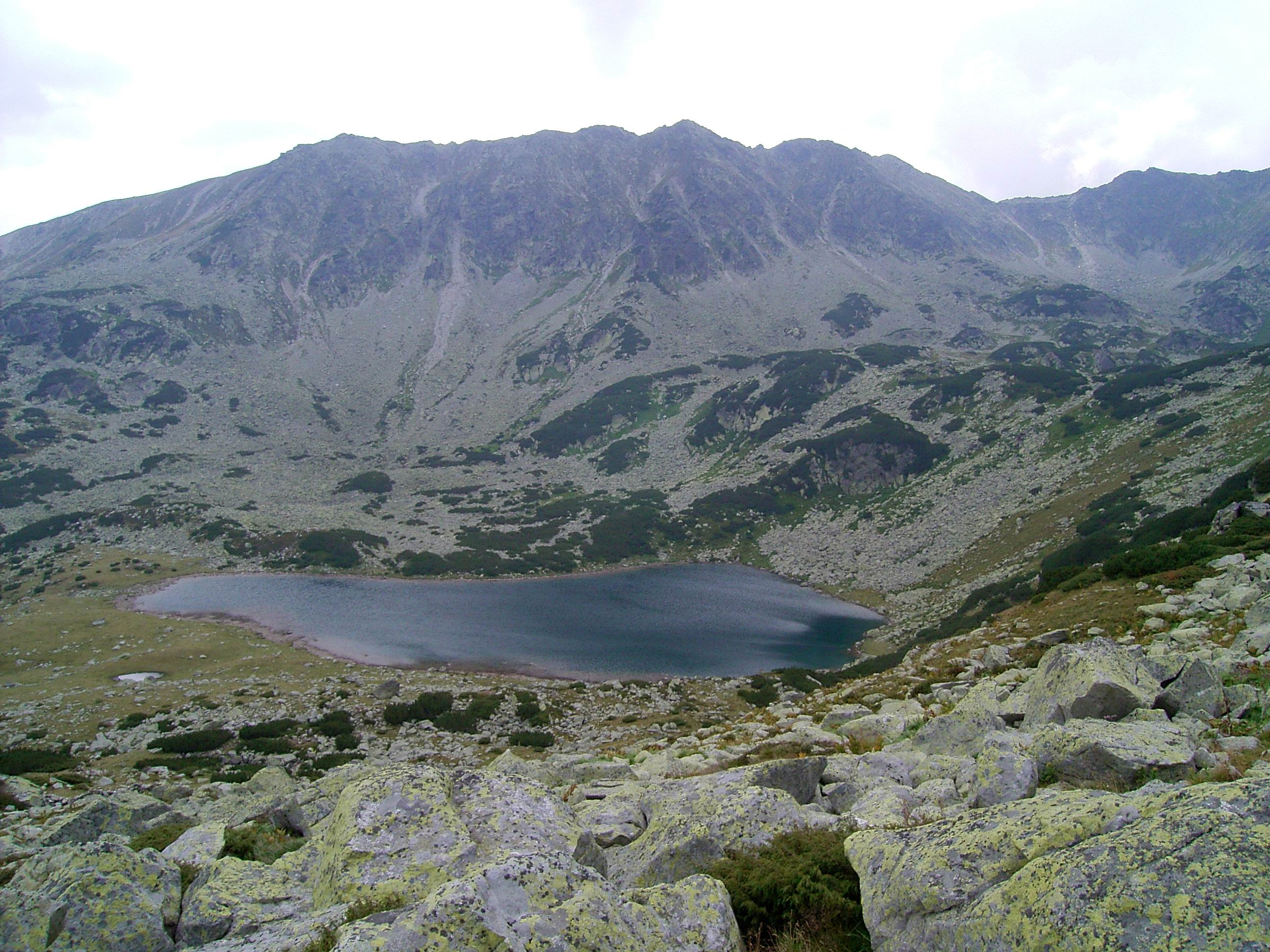
Culmea Slăveiu şi vârful Sântămăria
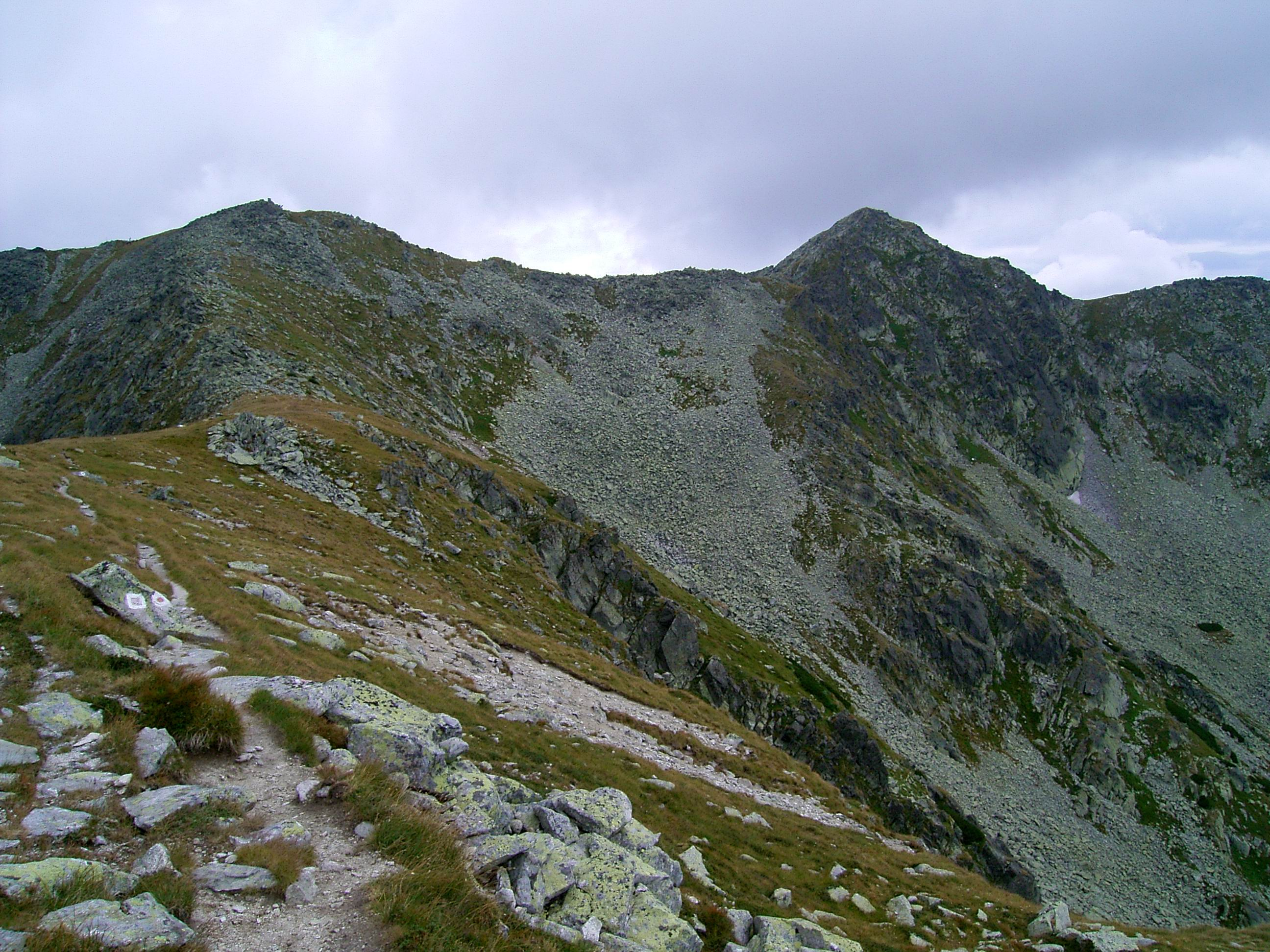
Vârful Sântămăria